# یانوش بوکوفسکی
یانوش بوکوفسکی (لهستانی: Janusz Bukowski؛ زادهٔ ۷ دسامبر ۱۹۴۱–۲۲ سپتامبر ۲۰۰۵) بازیگر و صداپیشه اهل لهستان بود. وی بابت مشارکت‌های فرهنگی-هنری‌اش برندهٔ نشان افتخار تولد لهستان (۲ مرتبه در سال‌های ۱۹۸۰ و ۲۰۰۱) و همچنین صلیب شایستگی شد.

## گزیدهٔ نقش‌آفرینی‌ها
- دریاچه کنستانس
- چهل‌ساله
- عروسی
- یانوشیک
- مانع
- شب ژنرال‌ها
- قماری بالاتر از زندگی
- کورچاک
- داستان زنان
- خانه
- طایفه
- حوزه استحفاظی ۱۳
- حوزه استحفاظی ۱۳، قسمت دوم
- در خوشی و سختی
- خودِ زندگی
- تقارن
- کارآگاهان جنایی
- گفتار پایانی نورنبرگ
- شخص خیلی مهم
- سارا
- ماری کوری
- عروس جنگ